# Řád svatého Lazara
Řád rytířů svatého Lazara Jeruzalémského (latinsky Ordinis Fratrum et Militum Hospitalis Leprosorum Sancti Lazari Hierosolymitani), zkráceně lazariáni či lazarité. Název současného řádu oficiálně zní Vojenský a špitální řád sv. Lazara Jeruzalémského (latinsky Ordo Militaris et Hospitalis Sancti Lazari Hierosolymitani, zkratka MHOSLJ nebo také OSLJ). Jde o křesťanský rytířský řád, který byl založen v 11. století jako jedna z nejstarších charitativních organizací na světě.
Trvání původního řádu po roce 1830 a tedy i kontinuita stávající organizace nejsou bezvýhradně akceptovány. Původní bratrstvo se řídilo arménskou basiliánskou řeholí, později bylo papežskou bulou latinizováno a tento duchovně-vojenský řád se stal součástí katolické církve. Současný mezinárodní řád je řádem ekumenickým a po vzoru původní spirituality sdružuje křesťany všech vyznání. Jeho novodobá historie je však poznamenána rozkolem a spory o velmistrovství. Ve 21. století existují tři větve (obedience) řádu. Charakteristickým znakem řádu je zelený osmihrotý (maltézský) kříž ve stříbrném poli.

## Dějiny

### Vznik
Vznik původního církevního Řádu svatého Lazara je nedílně spojen s křížovými výpravami zahájenými na konci 11. století s cílem osvobodit Jeruzalém z rukou muslimů. Na rytíře a poutníky ze západní Evropy zde ale nečekala jen vytoužená Svatá země, ale také řada nebezpečí – válka, neznámé prostředí a nemoci. Jednou z nejobávanějších bylo malomocenství (neboli lepra). Právě nemocní, vyvržení z ostatních rytířských řádů přišli s myšlenkou přetvořit bratrstvo v organizovaný duchovní řád s rytířskou složkou, která by se účastnila obrany Jeruzalémského království. Jejich symbolem se stal rovnoramenný (tzv. řecký) zelený kříž (osmihrotý, tzv. maltézský kříž zavedl až v 16. století velmistr Jean de Lévis, 1564–1577).

### Působení v Levantě
Velkým stoupencem řádu sv. Lazara byl jeruzalémský král Balduin IV. (1173–1184), sám trpící malomocenstvím, pod jehož velením lazariáni vybojovali své nejslavnější bitvy. Po Balduinově smrti však byli křesťané v bitvě u Hattínu (1187) poraženi sultánem Saladinem, který záhy na to obsadil Jeruzalém. Území Jeruzalémského království se opět zvětšilo až po třetí křížové výpravě, ale hlavní město zůstalo v rukou Saladina a jeho nástupců. Centrem řádu sv. Lazara se proto stalo město Akkon, před jehož branou vyrostl nový špitál pro malomocné. Členy řádu byli původně jen nemocní leprou, ale postupem času se jejich podíl stále zmenšoval. Proto se také řád začal rychleji šířit, mj. také do Evropy, kde začal pod papežskou ochranou zakládat komendy. Do Jeruzaléma se spolu s ostatními rytířskými řády vrátil až roku 1229, kdy město opět pro křesťanstvo dohodou získal římský císař Fridrich II. (šlo ale jen o krátkodobou epizodu, protože o patnáct let později, roku 1244, bylo město dobyto turkickými nájezdníky z Chórézmu a zůstalo pak již natrvalo v muslimských rukou). V říjnu 1244 v nešťastné bitvě u La Forbie padli všichni zúčastnění lazariáni. Následná sedmá křížová výprava (1249–1250), cílená do Egypta a vedená francouzským králem Ludvíkem IX. Svatým s cílem podkopat muslimskou moc, skončila katastrofou bitvy u Al-Mansúry a královým zajetím. Následně křesťané ztráceli v zámoří jednu pozici za druhou a roku 1291 padl i Akkon, poslední velká křižácká bašta v Palestině.

### Odchod z Levanty
Po opuštění Svaté země se řád svatého Lazara usadil nakrátko na Kypru, ale záhy našel své nové sídlo ve Francii, kde král Ludvík VII. již roku 1154 daroval řádu hrad Boigny. Další majetky měl řád na území Anglie, Skotska, dnešního Německa, Nizozemí, v Čechách a v Uhrách. Po přesídlení do Evropy se také zcela proměnila orientace řádu, který se z vojenského bratrstva změnil na řád pečující o nemocné, zejména leprou. Roku 1308 vzal řád svatého Lazara pod svou ochranu francouzský král Filip IV. Sličný a tento patronát trval až do červencové revoluce roku 1830.

### Pod ochranou francouzských králů

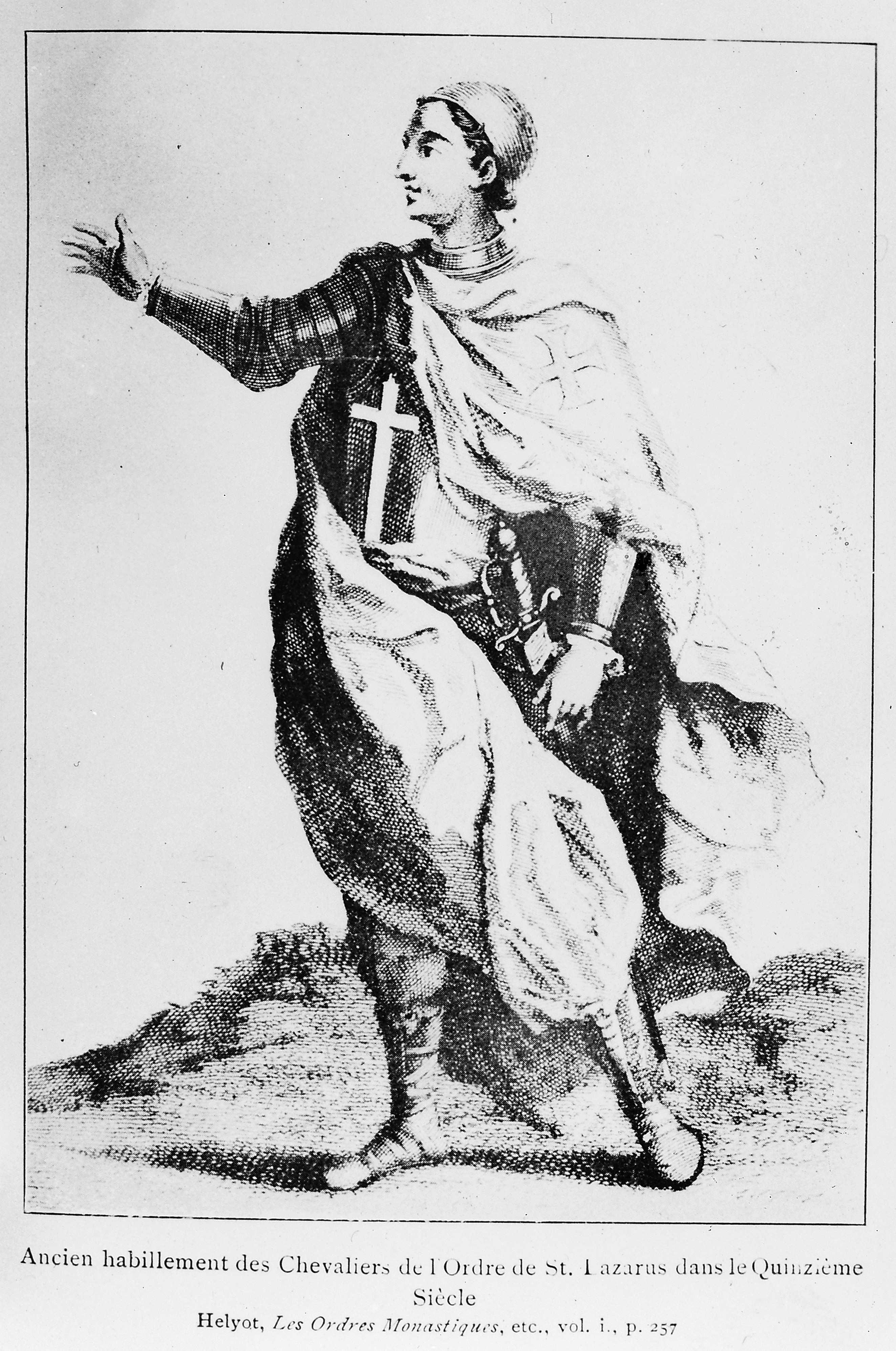
Rytíř v době 15. století

16. století přineslo pokles řádové moci a vlivu. Roku 1517 se od magistrátní komendy ve francouzském Boigny odtrhlo italské převorství v Capuy a založilo vlastní linii řádu, která se později sjednotila s řádem sv. Mořice v Řád sv. Mořice a sv. Lazara. Francouzští lazariáni se počátkem 17. století spojili s řádem Pany Marie Karmelské založeným roku 1607. Oba řády měly společného velmistra, rytíři však byli přijímáni odděleně a ke skutečnému splynutí řádů nikdy nedošlo. Novým symbolem se stal zeleno-červený osmihrotý kříž. Většina řádových rytířů byla tehdy šlechtického původu, ale za zásluhy se členy mohli stát i nešlechtici, což bylo např. u maltézských či německých rytířů nemožné. Roku 1649 došlo k zásadní úpravě řádových zákonů. Byla zřízena hodnost duchovního velkopřevora a řádu svatého Lazara byl svěřen vrchní dozor nad špitály a chudobinci Francie. Řád také vybudoval svou vlastní flotilu, která se snažila vyčistit Biskajský záliv od pirátů. Dvě galéry řádu svatého Lazara se například zúčastnily i slavné bitvy u Lepanta roku 1571. Řád svatého Lazara se navíc zavázal dodávat dvanáct rytířů do osobní stráže francouzského krále. Další významné reformy byly prosazeny roku 1693, kdy se řád znovu otevřel cizincům, a proto byly zřízeny nové komendy na území Španělska a Jižního Nizozemí (Belgie). Generální kapitula přesídlila z Boigny do Paříže. Do řádu byly včleněny menší řády jako např. Řád sv. Ducha z Montpellier a francouzský majetek Řádu svatojakubských rytířů a Řádu Božího Hrobu.

### Sekularizace řádu
Bulou papeže Klimenta XIV. z roku 1772 byl řád sekularizován, čímž ztratil svůj čistě duchovní charakter, ale zároveň Svatý stolec přišel o možnost zasahovat do jeho záležitostí. Již samostatný řád svatého Lazara se změnil na čistě světský, pod ochranou francouzských králů, která trvala až do roku 1830.

### Revoluční léta ve Francii 1789–1830

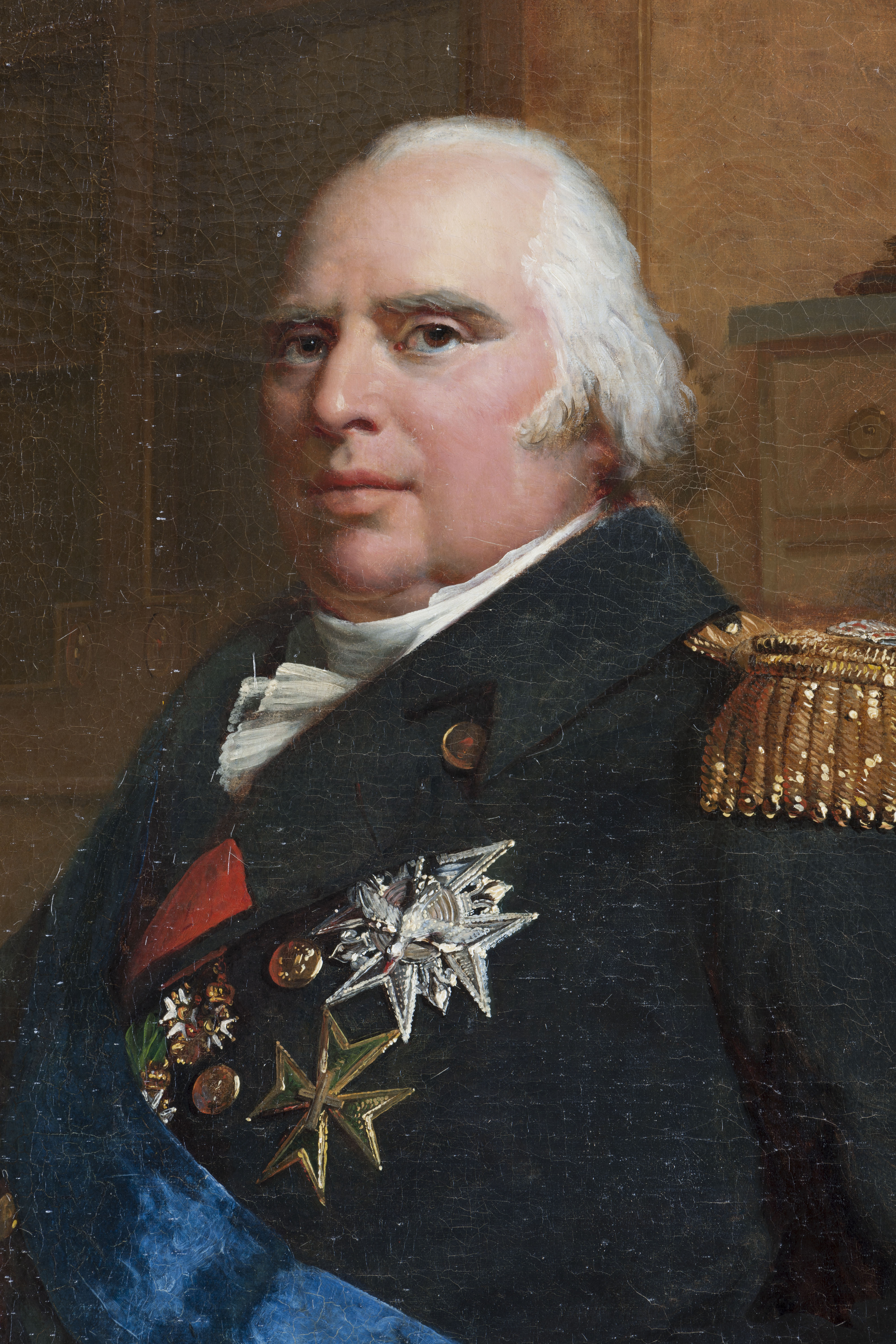
Ludvík XVIII. s řádovým velkokřížem

Do vývoje řádu svatého Lazara zásadním způsobem zasáhla francouzská revoluce. Velmistr hrabě z Provence (od roku 1814 král Ludvík XVIII.) emigroval. Roku 1791 byl majetek řádu svatého Lazara, stejně jako všech ostatních institucí, zabaven a řád Národním shromážděním zrušen. Obnoven byl až po Napoleonově porážce v letech 1814–1815, kdy opět získal charakter královského řádu. Po revoluci roku 1830 a pádu Karla X. ale lazarité protektorát dočasně ztratili.

### Nová vazba k řeckokatolickému patriarchátu
Podle oficiálního tvrzení stávajícího řádu se po smrti Karla X. obrátili členové řádu s žádostí o pomoc na melchitského řeckokatolického patriarchu Maxima III. Patriarchova záštita napomohla lazariánům překonat většinu obtíží a díky spolupráci s řeckokatolickým východem otevřelo cestu k šíření myšlenek ekumenismu. Melchitští patriarchové jsou protektory řádu od roku 1847. Nad sjednoceným řádem sv. Lazara drží duchovní ochranu dodnes.

### Přerušení nebo zánik původního řádu
Existence řádu v období 1830–1910 je však obtížně ověřitelná byť i z řádových zdrojů a někteří odborníci[který?] se v této souvislosti domnívají, že řád ve skutečnosti zanikl smrtí posledního ověřitelného rytíře Antoina Charry des Gouttes v roce 1857. Dle jiných odborníků[zdroj?] byl řád v období 1831 až 1840 veden Radou důstojníků, sestávající zprvu z barona Bon-Joseph Daciera, barona Augusta Francoise de Silvestre a řádového kaplana Picota. Po úmrtí svých kolegů předal roku 1841 baron de Silvestre vedení řádu patriarchovi Maximovi III. Řád měl v té době kolem dvaceti členů, mezi jinými byli přijati v roce 1853 admirál Ferdinand-Alphonse Hamelin a admirál Louis Édouard Bouët-Willaumez, v roce 1863 hrabě Louis François du Mesnil de Maricourt, hrabě Paul de Poudenx a Abbé Jean Tanski, v roce 1865 hrabě Jules Marie d'Anselme de Puisaye, v roce 1875 vikomt de Boisbaudry a baron Yves de Constancin v roce 1896.

### Ekumenický rytířský řád
Shoda naopak panuje v tom, že kolem roku 1910 se ve Francii objevila skupina osob vyvíjejících činnost pod názvem sv. Lazara. V roce 1930 byl provizorním generálním místodržícím zvolen don Francisco de Borbón, vévoda ze Sevilly (1882–1953), který se roku 1935 stal novým řádovým velmistrem. V době druhé světové války zahájil obnovený řád své špitální aktivity. Až do té doby, kdy se papežem stal sv. Jan Pavel II. byl Řád sv. Lazara explicitně jmenován mezi „údajnými řády“ jimž Svatý stolec upřel ze svého hlediska uznání. Nicméně sv. Jan Pavel II. opakovaně přijal členy řádu na privátních audiencích a sloužil s nimi mši svatou ve své osobní kapli, přičemž podporoval charitativní činnost řádu a nechával si o ní podávat pravidelné informace. Řád byl jako rytířský řád uznán ve Španělsku, v roce 1992 Chorvatskem a krátce poté Maďarskem a Jižní Afrikou.

### Rozkol

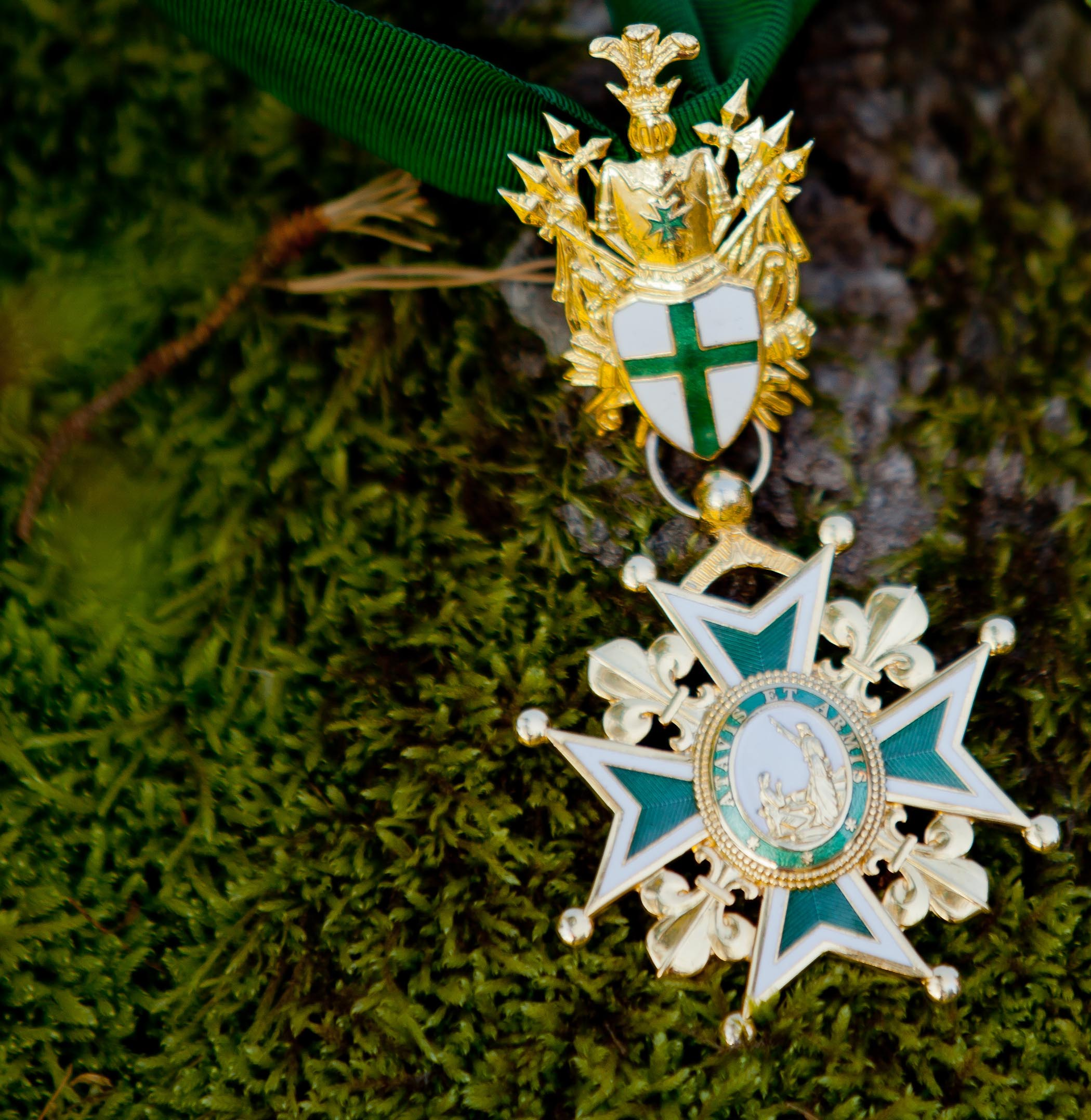
Nákrční insignie Řádu sv. Lazara Jeruzalémského

S ohledem na osobní animosity představitelů řádu bylo obtížné dlouhodobě udržovat jednotné vedení řádu. V roce 1967 byl ve Francii zvolen nový velmistr princ Charles Philippe d'Orléans, vévoda z Nemours, a dosavadní velmistr sesazen. Tento krok se stal se základem roztržky mezi dvěma větvemi čili obediencemi – sevillskou a pařížskou. Pařížská obedience se dále rozštěpila ve věci přijímání nekatolíků a v roce 1969 byl „nejvyšší hlavou řádu“ (nikoli velmistrem; tím se formálně stal až roku 1986) zvolen vévoda z Brissacu. Původní „nemourská“ frakce se sídlem na Maltě se o čtyři roky později spojila se sevillskou obediencí, jež je od té doby nazývána maltskou.
V letech 1979–1986 došlo k neúspěšné snaze o vyřešení sporů a ustavení jednotného vedení s jediným velmistrem.
V roce 2004 započal sjednocovací proces obou obediencí, velmistr pařížské obedience odstoupil a byl prohlášen velmistrem emeritus a stvrzeno podpisem v Houstonu v 2006. Sjednocení bylo dokončeno v roce 2008 zvolením společného velmistra markýze de Almazán. Sídlo pařížské obedience se z Boigny přesunulo do Castello Lanzun na Maltě, dnešního sídla sjednoceného Řádu. V roce 2004 však odtržením z pařížské obedience vznikla takzvaná orleánská obedience, která si zvolila svého vlastního velmistra Charlese-Philippa d'Orléans, vévodu z Anjou. 4. června 2004 civilní soud v Bernu zamítl žalobu ze strany orleánské obedience na uznání legitimity volby Charlese-Philippa d'Orléans. Jedním z významných argumentů byla skutečnost, že vévoda sevillský byl zvolen 542 hlasy, zatímco volba orleánské obedience proběhla pouhými 47 hlasy.
V roce 2008 don Francisco, vévoda ze Sevilly, přiznal, že své manželské záležitosti nedokáže uvést do souladu s právem katolické církve, a na svůj úřad rezignoval. Tím pro devět ze čtrnácti evropských jurisdikcí tzv. Norwichské skupiny, hlásících se dříve k orleánské obedienci, pominul důvod k rozkolu. Vídeňskou deklarací se v září roku 2008 tyto jurisdikce přihlásily ke sjednocené maltské a pařížské obedienci a jejich představitelé se zúčastnili generální kapituly řádu konané 12.–13. září 2008 v anglickém Manchesteru, kde bylo jejich začlenění slavnostně schváleno. Manchesterská generální kapitula zvolila 12. září 2008 velmistrem maltsko-pařížské obedience Řádu sv. Lazara Jeruzalémského Dona Carlose Gereda y de Borbón, markýze de Almazán, který byl v Manchesterské anglikánské katedrále intronizován spirituálním protektorem Řehořem III. Lahamem, který v roce 2012 v tzv. Kevelaerské deklaraci potvrdil historickou kontinuitu spojené maltsko-pařížské obedience pod ochranou antiochijských patriarchů.
V roce 2010 nečekaně rezignoval velmistr orleánské obedience Charles-Philippe d'Orléans. Některá velkopřevorství na jeho místo zvolila za nového velmistra Jana Dobrzenského, českého velkopřevora. Některá velkopřevorství, včetně švýcarského a velkokancléře orleánské obedience hr. Piccapietry však tuto volbu neuznala. Postupnými neshodami se proto část obedience pod vedením hr. Piccapietry odštěpila a utvořila samostatnou organizaci se sídlem ve Švýcarsku. V roce 2015 se její hlavou stal princ Sixtus Jindřich Bourbonsko-Parmský.

### Řádové aktivity v českých zemích
K založení a rozvoji činnosti řádu v českých zemích došlo v roce 1937. Iniciátory byli kníže Karel VI. Schwarzenberg, který byl velmistrem jmenován prvním českým velkopřevorem v tehdejší ČSR (a po roce 1948 v exilu), a Břetislav Štorm, který se stal prvním heroldem řádu. Díky Schwarzenbergově vlivu a aktivitě řád záhy získal značnou popularitu. Jeho členy se stala řada předních osobností politického, kulturního a náboženského života a čeští lazariáni proto mohli hned od počátku rozvinout aktivní charitativní činnost. V rámci řádu pracoval i historik a výtvarník Břetislav Štorm, který významně přispěl k rozvoji české heraldiky. Slibný vývoj ale přervala okupace českých zemí a druhá světová válka. Několik členů řádu bylo zatčeno, čtyři – kanovník a arcibiskupský kancléř Antonín Bořek-Dohalský, papežský komoří Vladimír Hruban, mjr. Karel Kříž a št.kpt. Oldřich Pilz – zahynuli v koncentračních táborech a mnoho dalších se účastnilo domácího či zahraničního odboje. Významným členem byl královéhradecký biskup Mořic Pícha, který založil tradici – jeho pokračovatelem v Řádu pak byl arcibiskup Karel Otčenášek. Komunistický převrat v únoru 1948 jeho činnost v českých zemích opět na řadu let ukončil a České velkopřevorství přežilo pouze díky svým exilovým členům. Řada členů velkopřevorství byla vězněna po samostatném procesu s lazariány v 50. letech.
Ve své činnosti mohl Řád sv. Lazara Jeruzalémského v České republice pokračovat až po roce 1989; zabývá se charitativní činností, humanitární a zdravotnickou pomocí, pomáhá místům postiženým přírodními katastrofami nebo válkou v Sýrii a na Ukrajině. Pod patronací lazariánů byly vybudovány dva hospice – Hospic Štrasburk (Praha 8) a Hospic svatého Lazara (Plzeň), které zahájily činnost roku 1998. Brněnská komenda lazariánského řádu se od svého ustanovení v roce 2015 při investituře ve Slavkově u Brna podílí na organizaci Slavkovské iniciativy smíření, což je Mezinárodní centrum usmíření pořádané pod záštitou Ekumenické rady církví v ČR a České biskupské konference.
Spory o velmistrovství zasáhly i české země. Exilové velkopřevorství, navrátivší se do českých zemí roku 1991, existovalo v rámci pařížské obedience. První rozkol způsobilo jmenování Václava Bořka-Dohalského kancléřem velkopřevorství v roce 2000. Dosavadní dlouholetý kancléř Josef Kočí odešel a s prof. dr. Alešem Blumou, a několika dalšími členy založili Český velkobalivik maltské obedience. V souvislosti se jmenováním Jana Dobrzenského českým velkopřevorem v roce 2004 došlo k dalšímu rozkolu, protože skupina pod administrací doc. Zdeňka M. Trefného (později dr. Tomáše Kordače) neuznala jeho jmenování a celé jeho vedení.[zdroj?] Později se proto připojila ke sjednocenému řádu spojené maltsko-pařížské obedience.
Od roku 2000 tak pracuje v českých zemích jurisdikce sjednoceného řádu (dříve maltské a pařížské obedience) Velkobailivik České republiky (vedený velkopřevorem Ludvíkem Belcredim a velkobalivem Ondřejem Farkou, funkci hlavního kaplana zastává královéhradecký biskup Jan Vokál), jenž se v souladu s výsledky kapituly v Torontu v roce 2004 a sjednocením obou obediencí v roce 2008 připojil ke sjednocenému Řádu sv. Lazara Jeruzalémského. Velkobailivik ČR je reprezentovaný Velkou radou a devíti komendami:
- Pražská komenda
- Komenda sv. Anežky České
- Karlovarská komenda
- Komenda sv. Zdislavy
- Jihočeská komenda
- Plzeňská komenda
- Prostějovská komenda
- Brněnská komenda
- Komenda sv. Cyrila a MetodějeBailivem pro Moravu s Slezsko je reverend Jaroslav Kratka. Členové moravskoslezského bailiviku každočně pořádají tzv. Lazariánský den[18] – společné setkání.

### Působení řádu ve 21. století

#### Maltsko-pařížská obedience

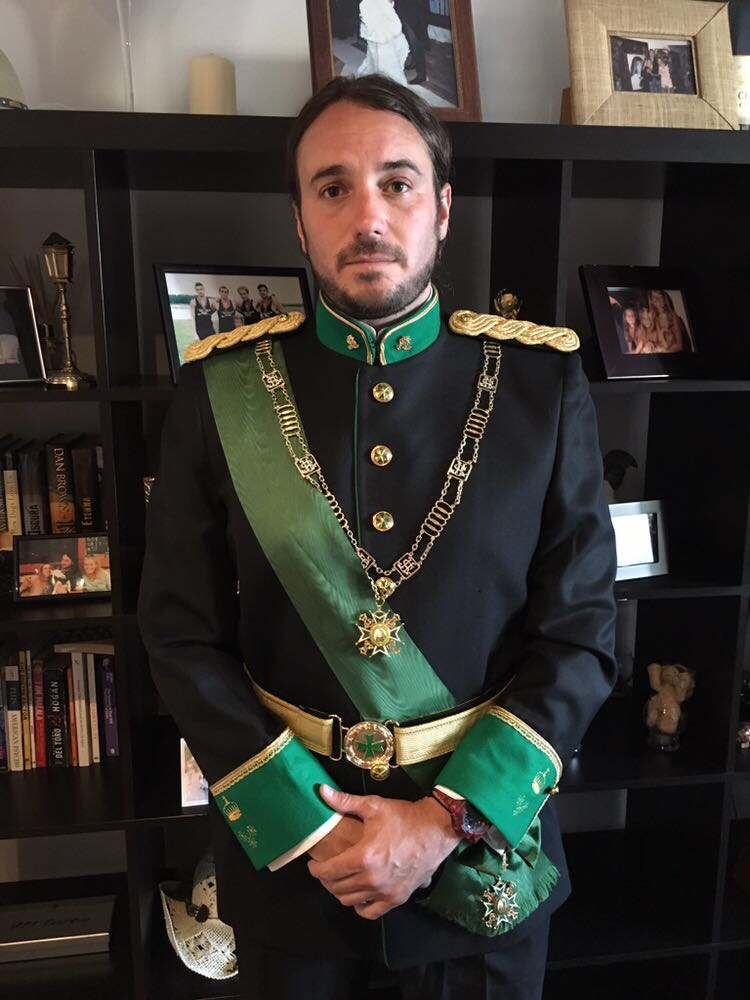
Francisco de Borbón von Hardenberg, 50. velmistr sjednocené maltsko-pařížské obedience

Velmistrem sjednocené maltsko-pařížské obedience je don Francisco de Borbón von Hardenberg, který je 7. v pořadí legitimistické linie pretendentů francouzského trůnu a synem vévody dona Franciska de Borbón y Escasany, granda španělského, duchovním protektorem řádu je patriarcha Joseph Absi. Duchovním velkopřevorem řádu je italský arcibiskup Michele Pennisi. Řád v současnosti působí prostřednictvím 44 jurisdikcí v 37 zemích po celém světě. Pracuje pod tradičním duchovním protektorátem melchitských řeckokatolických patriarchů Jeruzaléma, Antiochie, Alexandrie a celého Orientu. Oficiální sídlo Řádu je v pevnosti Castello Lanzun na Maltě.
Lazariánská pomoc je hlavní mezinárodní humanitární organizací řádu, zal. 1973, se sídlem v německém Kolíně nad Rýnem. Lazariánská pomoc vlastní a provozuje desítky hospiců zejména v Německu a Rakousku a různá sociální zařízení v dalších zemích Evropy, kde pečuje zejména o seniory a zdravotně postižené.
Významní členové: vévoda Don Francisco de Borbón y Escasany, grand španělský (emeritní velmistr Maltské obedience od 2008), vévoda François de Cossé-Brissac (emeritní velmistr Pařížské obedience od 2006), em. patriarcha Řehoř III. Laham (emeritní duchovní protektor řádu), arcivévoda Ondřej Salvátor Habsbursko-Lotrinský, australský kardinál George Pell, generální guvernér Nového Zélandu Anand Satyanand, generální guvernérka Austrálie Quentin Bryceová, maorský král Tuheitia. Don Iván Arteaga del Alcázar, markýz de Ariza, grand španělský (španělský velkopřevor), Shane Hugh Maryon, 5. visscaunt Gough (skotský převor), Éva Nyáry (maďarská velkopřevorka), v ČR pak např. Ludvík Belcredi (český velkopřevor a archeolog) a z duchovních biskup Jan Vokál či archimandrita Marek Krupica.

#### Orleánská obedience
Od září 2023 je velmistrem Princ François d'Orléans, hrabě z Dreux. Duchovním protektorem je kardinál Antoine Kambanda, jeho předchůdci byli kardinálové Dominik Duka (2012-2021/vyloučen) a László Paskai (2004-2012). Orleánská obedience působí v 15 zemích. Orleánská obedience není oproti maltsko-pařížské obedienci ekumenickou organizací, ale mezi své členy přijímá pouze římské katolíky. Řád byl uznán jako soukromé katolické sdružení v České republice, kde mu však byl tento status Českou biskupskou konferencí odebrán 14. června 2021, a dále ve Francii a v Polsku. V listopadu 2023 velmistr orleánské obedience François d'Orléans jmenoval novým českým velkopřevorem Richarda Podstatzkého-Thonserna, syna Josefa Bači a Marie Podstatzké-Thonsern, po níž užívá příjmení a zdědil zámek Litenčice. Ve funkci nahradil Jana Dobrzenského, který rezignoval 31. března 2023. Kancléřem se stal Zdeněk Kučera.
Významní členové: anglický kardinál Cormac Murphy-O'Connor, biskup František Václav kníže z Lobkowicz, polský biskup Jan Tyrawa, portugalský markýz Francisco Fonseca da Silva, Marquis et Comte d' Ervededo a portugalský hrabě Abel de Lacerda Botelho, Comte de Ribadouro, britský baron Martin Thacker, Baron de Fetternear, princ Charles-Philippe d'Orléans, velkopřevor ve Spojených státech Thierry baron Pauquet de Villejust, generálmajor David L. Grange. V českých zemích členy např. Richard Podstatzký-Thonsern, prorektor Univerzity Karlovy Jan Royt (vyloučen 2021 , adiktolog Kamil Kalina, historik umění Jiří Kuthan a moravský šlechtic Karel Mornstein-Zierotin  Mezi zesnulými českými členy vynikal skladatel František Xaver Thuri, teolog Zdeněk Kučera, či duchovní Milan Norbert Badal.

#### Dobrzenského obedience
Bývalý 50. velmistr orleánské obedience Jan Josef Dobrzenský vyhlásil 9. ledna 2024 nezávislé české velkopřevorství a jmenoval se jeho velkopřevorem. Těmto událostem přecházelo jeho odvolání mezinárodní řádovou vládou orleánské obedience z úřadu velmistra a českého velkopřevora 31. března 2023. Kancléřem českého velkopřevorství jmenoval Kamilu Malinskou, úřad velmistra této obedience zůstává neobsazen. Obedience čítá pět členů a existuje pouze v Česku. V reakci na tuto deklaraci nezávislosti byli všichni členové tohoto velkopřevorství včetně Jana Dobrzenského současným velmistrem orleánské obedience z členství v mezinárodním řádu vyloučení. 2. března 2024 vydali Jan Dobrzenský a Kamila Malinská list, ve kterém zpochybnili legitimitu mezinárodního řádu, který není pod jejich vedením, i samotné velmistrovství prince Françoise d'Orléans, hraběte z Dreux. V dopise také svolali své členy na generální kapitulu, při které má být Jan Dobrzenský opětovně provolán velmistrem řádu a Kamila Malinská uvedena do funkce prezidentky mezinárodní řádové vlády. Jean, hrabě z Paříže, současná hlava rodu Bourbon-Orléans, se od uskupení distancoval a odebral mu titul „pod ochranu královského domu Francie“, který řádu udělil jeho otec Henri d'Orléans. Obedience ho přesto dál užívá na svých webových stránkách.
Od aktivit Jana Dobrzenského a Kamily Malinské se distancovalo také současné vedení Českého velkopřevorství orleánské obedience řádu v čele velkopřevorem Richardem Podstatzkým-Thonsernem.

### Švýcarská obedience
Velmistrem švýcarské obedience je princ Sixtus Jindřich Bourbonsko-Parmský. Stal se jím roku 2015, kdy obedience vznikla. Duchovním velkopřevorem je anglikánský biskup Richard Garrard. Oficiální sídlo obedience je v Jeruzalémě.

## Působení řádu vČesku
Český velkobailivik sjednoceného mezinárodního řádu, který v Česku vystupuje pod oficiálním názvem Vojenský a špitální řád sv. Lazara Jeruzalémského, je tvořen v Čechách komendami v Praze, Karlových Varech, Plzni, Českých Budějovicích, Hradci Králové (Komenda sv. Zdislavy) a Moravskoslezským bailivikem s komendami v Prostějově, Brně a komendou sv. Cyrila a Metoděje. Zvláštní postavení zaujímá Komenda sv. Anežky České tvořená některými členy bývalé pařížské obedience, která podporuje Hospic Štrasburk (Praha 8). Plzeňská komenda podporuje Hospic sv. Lazara v Plzni. Velkopřevorem je Ludvík Belcredi, velkobailivem Ondřej Farka. Hlavním kaplanem byl do roku 2017 Miloslav kardinál Vlk, nyní tuto pozici zastává biskup Jan Vokál. Velkobailivik se věnuje charitativním aktivitám jak v Česku, kde podporuje obecně hospicovou paliativní péči i další dobročinné organizace včetně obnovy sakrálních objektů, tak i v zahraničí (např. Rwanda, Východní Kongo, projekt Studně pro Afriku, nebo naposledy projekt elektrogenerátorů pro nemocnici v Sýrii) a to napříč ekumenickým spektrem.
České velkopřevorství orleánské obedience, které v Česku vystupuje pod oficiálním názvem Vojenský a špitální Řád svatého Lazara Jeruzalémského - Bohemia, sestává z Pražské a Moravské komendy, Severočeské a Západočeské delegace a ze zahraniční Slovenské komendy. Velkopřevorem je Jan Dobrzenský, duchovním převorem pak byl až do své smrti biskup František Václav Lobkowicz. Je uznáno Vojenským historickým ústavem a Armádou ČR a je konzultantem OSN (Ekonomická a sociální rada OSN). Mělo též status soukromého sdružení křesťanů římskokatolické církve, který však byl Českou biskupskou konferencí odňat. Dále České velkopřevorství dlouhodobě podporuje Dětský domov v Hoře sv. Kateřiny, Dětskou psychiatrickou léčebnu v někdejším zámku v Opařanech, patronátní nemocnici v Měšicích a spolupracuje dále se skauty a studenty zdravotnické školy v Brně (Lazariánská pomoc) a v roce 2017 se stalo patronem poutě a filmu Camino na kolečkách. Moravská komenda pak dlouhodobě spolupracuje s Korunkou Luhačovice. Dekorace a vyznamenání Českého velkopřevorství byly zařazeny na oficiální "Seznam dekorací povolených k nošení na vojenském stejnokroji", takže je oficiálně smí nosit všichni vyznamenaní příslušníci ozbrojených složek České republiky. Po konfliktu s arcidiecézí počátkem roku 2021 velkopřevor vyloučil duchovního protektora orleánské obedience kardinála Dominika Duku a v květnu 2021 byl velkopřevorství Českou biskupskou konferencí odebrán statut soukromého sdružení křesťanů. Na místo kardinála Duky později nastoupil rwandský arcibiskup, kardinál Antoine Kambanda. Českým velkopřevorem orleánské obedience je od listopadu 2023 Richard Podstatzký-Thonsern.

## Galerie

Řádový kříž
Řádová vlajka
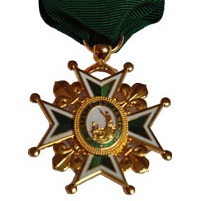
Řádová insignie
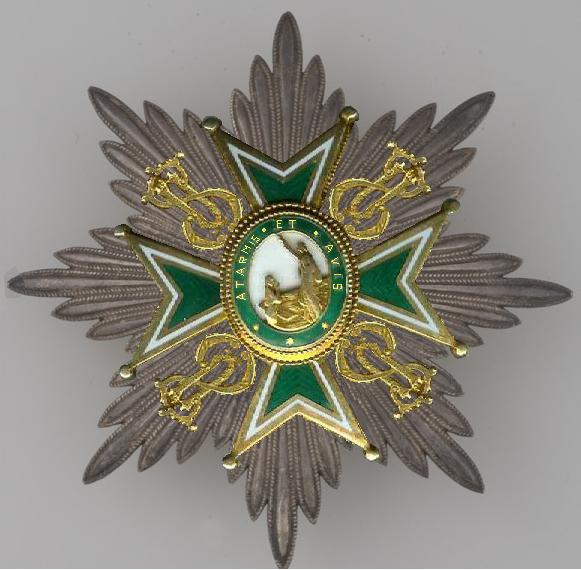
Řádová hvězda
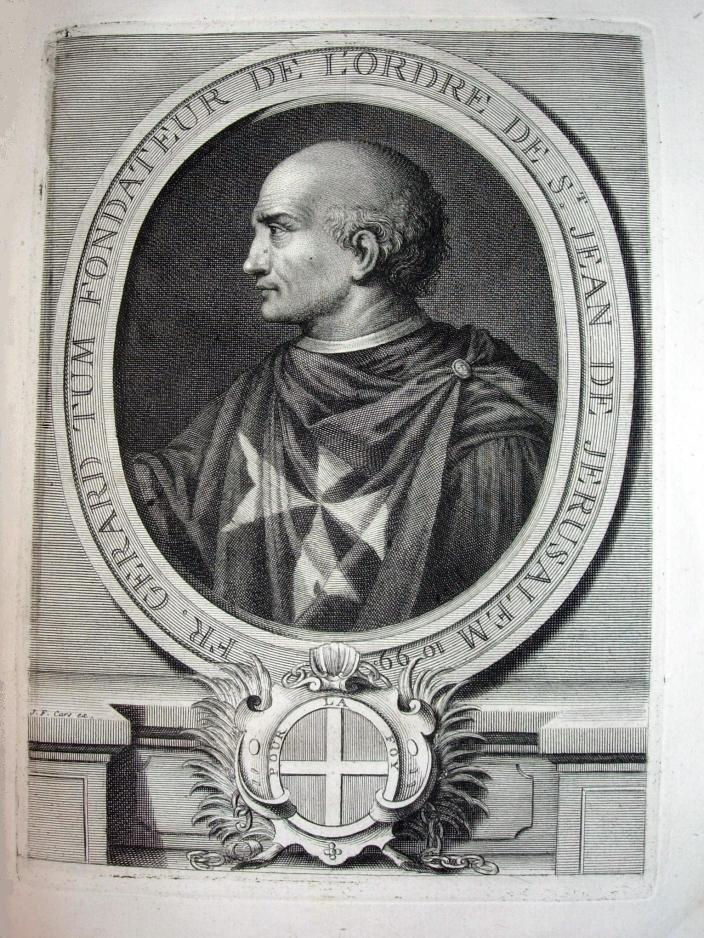
bl. Gérard Tenc, zakladatel řádu
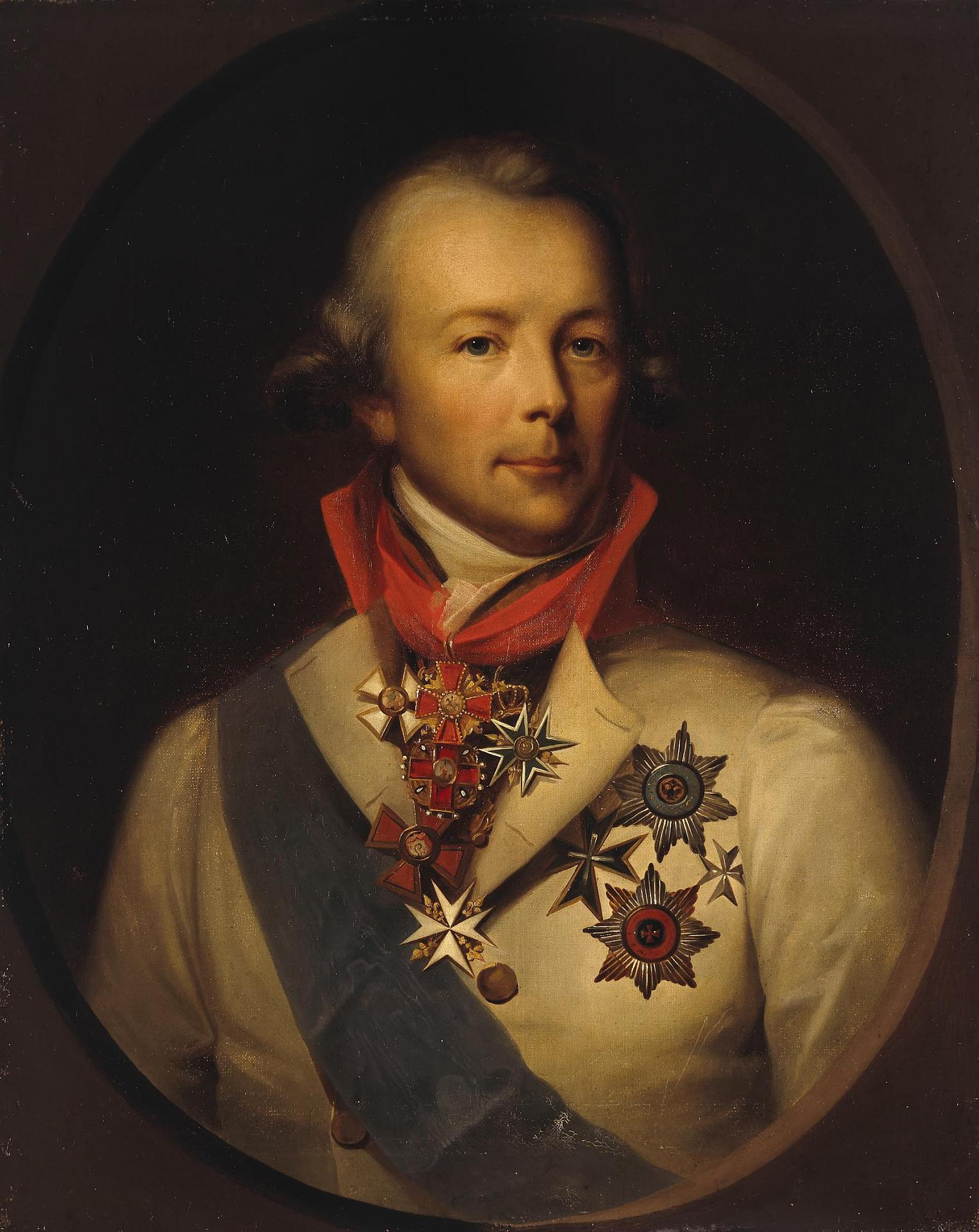
Peter Ludwig von der Pahlen (1745–1826) s řádovým rytířským křížem
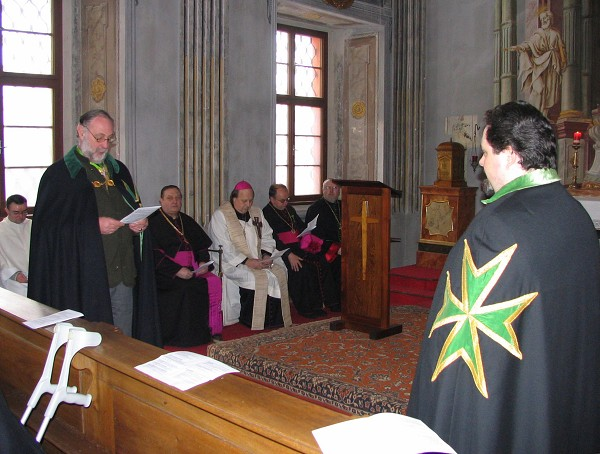
Jan J. Dobřenský jmenuje M. Šantina velitelem severočeské delegace (kaple svatého Vavřince, Litoměřice, 2005)
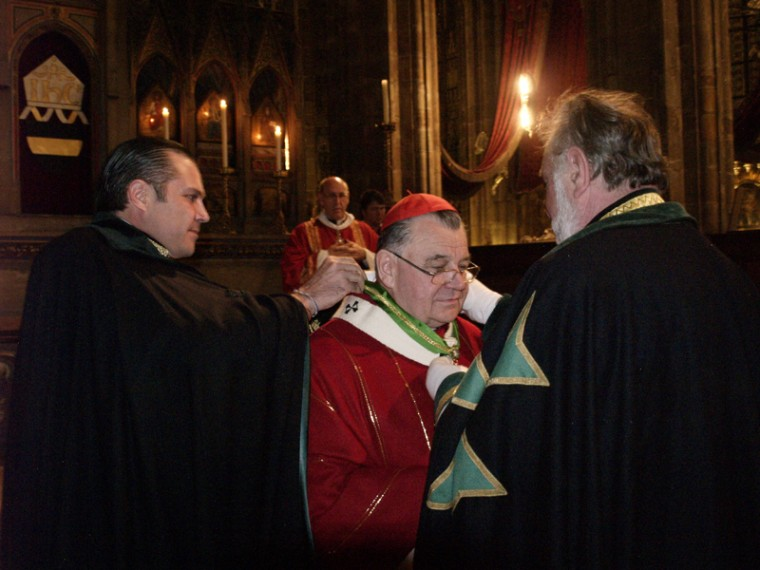
Kardinál Dominik Duka přijímá duchovní Velkokříž sv. Lazara (2012)
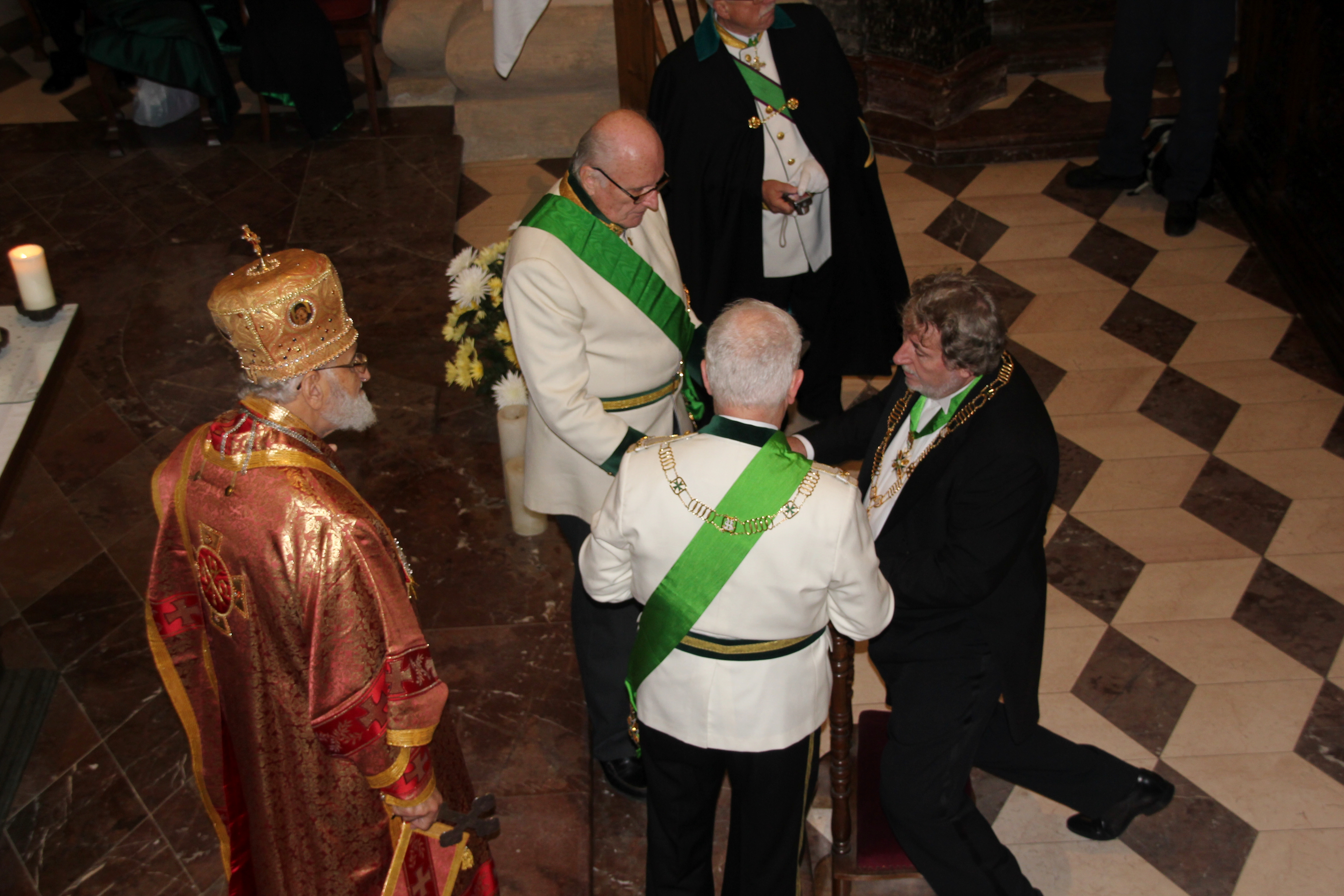
Ludvík Belcredi jmenován českým velkopřevorem (2013)